# Vrbovec
Vrbovec je grad smješten na istoku Zagrebačke županije u Republici Hrvatskoj.

## Naselja u sastavu Grada Vrbovca
Vrbovec se sastoji od 42 naselja u sastavu grada. To su:
- Banovo
- Brčevec
- Celine
- Cerik
- Cerje
- Dijaneš
- Donji Tkalec
- Dulepska
- Đivan
- Gaj
- Gornji Tkalec
- Gostović
- Graberanec
- Graberšćak
- Greda
- Hruškovica
- Konak
- Krkač
- Kućari
- Lonjica
- Lovrečka Varoš
- Lovrečka Velika
- Luka
- Lukovo
- Marenić
- Martinska Ves
- Naselje Stjepana Radića
- Negovec
- Novo Selo
- Peskovec
- Pirakovec
- Podolec
- Poljana
- Poljanski Lug
- Prilesje
- Samoborec
- Savska Cesta
- Topolovec
- Vrbovec
- Vrbovečki Pavlovec
- Vrhovec
- Žunci

## Zemljopis
Vrbovec se nalazi sjeveroistočno od Zagreba.
Udaljenost grada Vrbovca od Zagreba iznosi:
- 32 km Autocestom A-4 (Zagreb – Sv. Helena), potom državnom cestom D28 Sv. Helena – Vrbovec.
- 40 km starom magistralnom cestom Zagreb – Dugo Selo – Bjelovar, kao i željezničkim pravcem Zagreb – Vrbovec – Koprivnica.

Centar Vrbovca se nalazi na brijegu. Podnožje crkve sv. Vida se uzima kao geodetska mjera, a ona iznosi točno 125 m nadmorske visine.
Istočno od Vrbovca ulijeva se rijeka Črnec u Glogovnicu.

## Stanovništvo
14.797 stanovnika prema popisu iz 2011. godine obitava na administrativnom području grada, a 4.947 stanovnika u samom naselju Vrbovcu.
| broj stanovnika | 6143  | 6523  | 6892  | 8526  | 9912  | 11723 | 11769 | 12225 | 12698 | 12881 | 12694 | 12176 | 12938 | 13303 | 14658 | 14797 | 12981 |
|                 | 1857. | 1869. | 1880. | 1890. | 1900. | 1910. | 1921. | 1931. | 1948. | 1953. | 1961. | 1971. | 1981. | 1991. | 2001. | 2011. | 2021. |

| broj stanovnika | 781   | 1018  | 1107  | 1315  | 1525  | 1713  | 1655  | 1674  | 1686  | 1759  | 1911  | 2456  | 3400  | 4149  | 4862  | 4947  | 4551  |
|                 | 1857. | 1869. | 1880. | 1890. | 1900. | 1910. | 1921. | 1931. | 1948. | 1953. | 1961. | 1971. | 1981. | 1991. | 2001. | 2011. | 2021. |

## Uprava
Na lokalnim izborima 2021. za gradonačelnika je izabran Denis Kralj (SDP), a za zamjenika Marko Belošević (HSS). 
Predsjednik Gradskog vijeća je Krunoslav Sohora (SDP).

## Povijest
Vrbovec se prvi puta kao naselje spominje 21. travnja 1244. u pisanim dokumentima. Dokument se nalazi u Nadbiskupskom arhivu u Zagrebu, u seriji Privilegialia. To je povelja hrvatskog i ugarskog kralja Bele III. (IV.) kojom se županu Junku, sinu Izaka iz Ravna potvrđuje pravo na uživanje feudalnog posjeda Vrbovec (Verbouch, Worbouch, Verbovecz) i Polonje, poklon hrvatskog hercega Kolomana (brata kralja Bele). Župan Junk je bio viši službenik kod Križevačke županije. U to doba cesta iz Križevaca do Zagreba i dalje prema moru prolazi kroz Vrbovec. To bijaše Kolomanova cesta koja je imala veliku važnost.
1389. Vrbovec se spaja s posjedom Rakovec u jednu feudalnu gospoštiju, koja će trajati do 1848. i imat će zajedničkog feudalnoga gospodara.
U XV.stoljeću Vrbovec se spominje kao trgovište s obrtnicima i organiziranim sajmovima. 
U XVI. i XVII. stoljeću feudalni mu je gospodar obitelj Zrinski koja brani ovaj kraj od Turaka. Tu je 1621. godine rođen Petar Zrinski, hrvatski ban. Jedno vrijeme postaju vlasnici posjeda obitelj Erdödy, potom opet dolaze na vlast Zrinski, sve do XVIII. stoljeća, kad vlasnicima postaje obitelj Patačić koja 1734. dobiva od vladara sajamske povlastice, a 1769. otvara u njemu pučku školu. 1780. u Vrbovcu se osniva upravno-sudski kotar koji brine za funkcioniranje zdravstva i školstva na ovom području. 
U XIX.stoljeću u Vrbovecu se nalazi pošta, Dobrovoljno vatrogasno društvo utemeljeno je 1882. Godine 1886. započinje radom Narodna čitaonica, a 1870. izgrađen je željeznički kolodvor.
Početkom XX.stoljeća Vrbovec prerasta u gospodarsko i kulturno središte ovoga područja. Oko 1900. Eugène d'Halwin de Piennes podigao je tvornicu sira, a Julio Reigzinger ciglanu.
Godine 1928. industrijalac Đuro Predović gradi tvornicu suhomesnate robe. 1939. provedena je elektrifikacija Vrbovca. Prva novčarska ustanova, Vrbovečka dionička štedionica, osnovana je 1906.
Za gospodarski i kulturni razvoj Vrbovca značajno je osnivanje Hrvatske seljačke zadruge 1901., Marvogojske udruge 1913., Hrvatskog pjevačkog društva "Petar Zrinski" 1912. te Hrvatskog sokola 1908.

## Gospodarstvo
Proizvodnja mesa i mesnih prerađevina, opekarskih proizvoda, metalnih dijelova i strojeva osnovne su grane privrede u Vrbovcu.
Najpoznatija tvrtka je Mesna industrija PIK Vrbovec, koja zapošljava 1600 ljudi. U sastavu bivšeg Agrokora, danas grupe ForteNova, jedna je od važnih mesnih industrija u cijeloj Hrvatskoj. 
Od ostalih tvrtki vrijedilo je spomenuti: bivši Gradip – industriju opeke – danas Pos Plast – tvrku recikliranja plastike, bivši Masiv (pa Šavrić, pa Pevec), danas Bravel – prijevozničku tvrtku, te Oprema Vrbovec – proizvođača strojeva za transportnu tehnologiju, kao i Udrugu Obrtnika Grada Vrbovca.
Poljoprivreda je glavna okosnica djelovanja stanovništva okolice Grada Vrbovca. Proizvodnja mlijeka i rast stočnog fonda, te okrupljavanje privatnih gospodarstava zadnjih godina čine važan faktor napretka okolnih sela oko Grada Vrbovca.

## Spomenici i znamenitosti
U središtu Vrbovca nalazi se župna crkva sv. Vida, koja se spominje još 1338. godine. Barokizirana je starija građevina, sa zvonikom uz svetište i trijemom uz glavno pročelje. U crkvi su barokni oltari, veliko drveno raspelo, kalež iz 1722. godine i pacifikal iz 1725. godine. Zvona su lijevali poznati majstori Schifrer iz Zagreba (1803. godine) i Papst iz Varaždina (1846. godina).
Kraj crkve se nalazi nekoliko lijepih stilskih katnica iz 19. stoljeća, među kojima se ističe župni dvor iz 1818. godine. 
Nekadašnji Stari grad Vrbovec se prvi puta spominje 1528. u pismu koje je kralju Ferdinandu I. uputio hrvatski ban Ivan Karlović. Kaštel je podignut za odbranu od Turaka, ali nije poznato tko ga je i kada izgradio. Kaštel i gospodarske zgrade uništene su u požaru tijekom seljačke bune 1755. godine, pa je do ostala sačuvana tek jedna kula, danas zvana kulom Petra Zrinskog. Kaštel je kroz kroz različita vremena mijenjao vlasnike. Bio u posjedu Zrinskih, pa Zagrebačkog kaptola, te grofa Adama Batthyanyja, sve do Patačića. Obitelj Patačić je nakon 1755. godine na ruševinama jednog krila starog kaštela podignula novi zidani dvorac. Patačićev omanji barokni dvorac sačuvan je do danas. U njemu se nalazi Limena Glazba Vrbovec i Radio Vrbovec.
Na groblju u Vrbovcu nalazi se grobnica obitelji d’Havlin i de Piennes, istaknuto djelo moderne arhitekture. Gradili su ga zagrebački arhitekti Hugo Ehrlich i Viktor Kovačić. U mauzoleju je 1911. godine pokopan donator, francuski markiz Eugène d'Halwin de Piennes. Mauzolej je sagrađen od švedskog granita, a posebno je zanimljiv svod njegove kupole koji je presvučen stvarnim 24-karatnim zlatom u obliku mozaika. Na mjesnom groblju je vrijedno pogledati i baroknu kapelu Sveta tri kralja.
Sjeveroistočno od središta Vrbovca, na cesti prema Križevcima, smješten je dvorac Lovrečina Grad. Dvorac burne povijesti, današnji je izgled dobio pregradnjom u neobaroknom stilu krajem 19. stoljeća. Oko njega se nekad nalazio vrlo bogato oblikovani perivoj.
Na području Vrbovca, u selu Lovrečka Varoš je crkva sv. Lovre, u kojoj se nalazi jedinstvena barokna propovjedaonica u obliku ribe. Ovo značajno djelo baroknog kiparstva 1780. godine veže se uz biblijsku priču Jonine ribe, a pripada tzv. tipu prirodne propovjedaonice, kakve su bile karakteristične za Češku i Šleziju. Rad je nepoznatog, možda varaždinskog kipara.
- Ostatci kaštela na Trgu Petra Zrinskog

## Kultura
Vrbovec ima HKUD "Petar Zrinski", Narodnu knjižnicu Vrbovec, Radio Vrbovec, Pučko otvoreno učilište Vrbovec, Limenu glazbu Vrbovec i mažoretkinje. 
Vrbovec nema TV, kazalište i sveučilišni studij, te zbog toga gravitira prirodno prema Zagrebu kao centru tih aktivnosti.
Glavni godišnji kulturni događaj u Vrbovcu je "Kaj su jeli naši stari?". Manifestacija starih jela, koja se održava svake godine vikendom krajem kolovoza ili početkom rujna, te daje prikaz starog načina života i tradicionalnih jela vrbovečkog kraja.
Dan grada, 15. lipnja također je godišnji kulturni dogadjaj, kad se slavi i sv. Vid, zaštitnik grada Vrbovca.
Vrbovečka udruga mladih (VUM) je nepolitička organizacija mladih Grada Vrbovca s područjem djelovanja na cijeloj Zagrebačkoj Županiji. Osnovana je u listopadu 2001. godine.
Temeljni je cilj udruge okupljanje i druženje mladih ljudi, te promicanje i zaštita njihovih interesa. Udruga se bavi ekološkim aktivnostima i skrbi o zaštiti i unapređenju životnog i radnog okoliša, i to organiziranjem: priredbi (zabavnog i kulturnog sadržaja), savjetovanja, seminara, izložbi i drugih manifestacija 
Udruga surađuje sa zainteresiranim društvenim i privatnim organizacijama i firmama, te sličnim udrugama. Sudjeluje u aktivnostima humanog, društvenog i domoljubnog karaktera, te obavlja i druge poslove koji pridonose kvalitetnijem životu u Gradu Vrbovcu.
Danas Udruga ima 150-ak članova
Vrbovec Wireless (VRW) je pokretan u godinama kada je cijela priča oko wireless-a u RH bila u začecima, a bežična oprema jako skupa. Bežična tehnologija umrežavanja bila je donekle novost mještanima, a pogotovo mlađim generacijama koje su zračile entuzijazmom i ambicioznošću, ali pružala je nove mogućnosti i širom otvarala vrata u jedan novi i moderniji svijet mrežne informatičke komunikacije. 
Vrbovec Wireless je neprofitna udruga građana (pred)vođena grupom ambicioznih ljudi koji su pomoću javne frekvencije i opreme koja to omogućava razvili žičnu i bežičnu mrežu u Vrbovcu. U članstvu se brojka kreće između 40-45, a većina članova je zaposlena ili se školuje. Udruga ima otvorene sastanke te potiče širenje znanja o računalnoj, mrežnoj i internet tehnologijama, kao i ono najvažnije zbog čega je uopće udruga formirana, a to je socijalna komponenta, druženje, zabava, razmjena znanja sa svih područja ljudskog djelovanja.

## Obrazovanje i zdravstvo
Osnovno školstvo u Vrbovcu je započeto 1669. osnutkom osnovne škole. Danas postoje dvije osnovne škole (Krunoslava Kutena i Marije Jurić Zagorke) i jedna srednja škola.
Gimnazija je osnovana odlukom Narodnog odbora općine Vrbovec 27. prosinca 1961., a započela je radom 1. rujna 1962. pod imenom "Vladimir Nazor", prvi direktor joj je bio Đorđe Damjanović. 1971. direktorom postaje Nedjeljko Bilanović, kad se škola pretvara u Srednjoškolski centar s četiri odjeljenja: gimnazija, prehrambena mesoprerađivačka škola, trgovačka škola i metalsko odjeljenje. Nova zgrada škole izgrađena je 1977.
Škola postaje "Srednja Škola Vrbovec" 1992. 
Danas se u Srednjoj školi Vrbovec, u 22 razredna odjela, školuje 596 učenika u sljedećim programima: opća gimnazija, ekonomija i trgovina – zanimanja ekonomist i prodavač, prehrambena struka – zanimanje mesar, strojarska struka zanimanja: autolimar, automehaničar, tokar, strojobravar i plinoinstalater.
Trenutno je zaposleno 57 djelatnika. 
Dom zdravlja Vrbovec otvoren je 1952. u maloj zgradi u Kolodvorskoj ulici u Vrbovcu. 
1970. preseljen je u novu veliku zgradu gdje se zdravstvena služba i zaštita mogla uspješno razvijati. U domu zdravlja Vrbovec postoje: ordinacije opće medicine, dječja školska ambulanta, ambulanta za ženske bolesti, antituberkulozna ambulanta, higijensko-epidemološka služba, dijagnostički laboratorij, zubna služba sa zubotehničkim laboratorijem i služba hitne pomoći.

## Šport
- AK Sveti Vid – atletski klub
- AK Vrbovec – atletski klub[7]
- HK Vrbovec – hrvački klub
- KK "Petar Zrinski" Vrbovec – košarkaški klub
- NK Vrbovec – nogometni klub
- ŠK "PIK – Vrbovec" –  klub šahista
- TK Vrbovec – teniski klub
- ŽOK Vrbovec – ženski odbojkaški klub
- Powerlifting klub "Wild Hogs" Vrbovec

Memorijalni malonogometni turnir 'Čedomil Drvenkar' održava se od 1979.

## Poznate osobe
- Josip Buturac, povjesničar, viši arhivist i duhovnik samostana
- Petar Zrinski, hrvatski ban, rođen u Vrbovcu 1621.
- Marija Jurić Zagorka, prva žena novinar i spisateljica romana rođena u obližnjem selu Negovec
- Štefa Iskra Kršnjavi, pjesnikinja, prozaistica i prevoditeljica
- Krunoslav Kuten, pisac za djecu
- Emilij Laszowski, pisac djela "Iz povijesti Vrbovca"
- Iskra Mijalić, hrvatska odbojkaška reprezentativka
- Jana Fett, hrvatska tenisačica
- Božidar Pankretić, ministar poljoprivrede, potpredsjednik Vlade RH, saborski zastupnik HSS-a, političar
- Josip Pankretić, saborski zastupnik HSS-a, političar, "pučki tribun"
- Leona Paraminski, glumica
- Stjepan Pavunić, vrbovečki župnik, voditelj KUD Petar Zrinski, saborski zastupnik HSP-a i HSS-a
- Eugène d'Halwin de Piennes, francuski markiz, darovatelj mnogih umjetničkih djela Strossmayerovoj galeriji u Zagrebu
- Ivan Sović Sova, pjesnik, kantautor i planinar
- Dubravko Stipanček, fotograf, planinar
- mons. Ivan Šaško, rođen u Đivanu, pomoćni biskup zagrebački
- Mate Turić (Mata CROata), kipar
- Josip Velebit, profesor, pjesnik i književnik
- Dragan Vicković, novinar, pisac i radio voditelj, sakupljač narodnog blaga
- Antun Vramec, pisac, rođen u Vrbovcu 1538.
- Ljudevit Vukotinović, biolog, djelovao na području Vrbovca

## Unutarnje poveznice
- Kulturno-povijesna cjelina Vrbovec, zaštićeno kulturno dobro

## Vanjske poveznice

### Sestrinski projekti
|  | Zajednički poslužitelj ima još gradiva o temi Vrbovec |

### Mrežna sjedišta
- Službene stranice